# Antoni Kozłowski (polityk)
Antoni Kozłowski (ur. 11 lutego 1905 w Długosiodle, zm. 1 sierpnia 1978) – polski działacz partyjny i państwowy, starosta sztumski (1949–1950), przewodniczący Prezydium Miejskiej Rady Narodowej w Gdyni (1950–1952).

## Życiorys
Syn Józefa i Franciszki. W okresie międzywojennym działał w Związku Zawodowym Robotników Przemysłu Drzewnego. Od 1930 do 1938 członek Komunistycznej Partii Polski, pełnił funkcję sekretarza Komitetu Dzielnicowego KPP Gdynia-Śródmieście (1934) i sekretarza Komitetu Miejskiego KPP w Gdyni (1935). Pomiędzy 1940 a 1941 należał do Międzynarodowej Organizacji Pomocy Rewolucjonistom.
Po wojnie pracował m.in. w Miejskim Zakładzie Komunikacji „Gdańsk-Gdynia” w Gdyni. Kształcił się w Wieczorowym Uniwersytecie Marksizmu-Leninizmu oraz na kursie dla sekretarzy KP i Instruktorów KW zorganizowanym przez Komitet Centralny PZPR (1951). W listopadzie 1945 wstąpił do Polskiej Partii Robotniczej, potem w szeregach Polskiej Zjednoczonej Partii Robotniczej. W ramach PPR zajmował stanowisko członka Komitetu Miejskiego w Gdyni, sekretarza koła PPR przy Miejskim Zakładzie Komunikacji „Gdańsk-Gdynia” w Gdyni, zaś w ramach PZPR był m.in. I sekretarzem POP przy MZK „Gdańsk-Gdynia” w Gdyni i członkiem Komitetu Miejskiego PZPR tamże. Od 1949 do 1950 starosta sztumski. 31 października 1950 został przewodniczącym Prezydium Miejskiej Rady Narodowej w Gdyni, pełnił funkcję do 28 stycznia 1952. W 1950 został członkiem Komitetu Wojewódzkiego PZPR w Gdańsku. Został także członkiem i wiceprzewodniczącym (1954–1957) Wojewódzkiej Komisji Kontroli Partyjnej w Gdańsku oraz przewodniczącym Komisji Kontroli Partyjnej w Gdyni (1951–1954).
Został pochowany na Cmentarzu Witomińskim w Gdyni.